# Belinské skaly
Belinské skaly jsou přírodní památka v chráněné krajinné oblasti Cerová vrchovina. Nachází se v katastrálním území obce Belina v okrese Lučenec v Banskobystrickém kraji. Přírodní památka byla vyhlášena v roce 1993, má rozlohu 7,11 ha.
Důvodem vyhlášení je ochrana přírodně a krajinářsky cenných čedičových věží se střechovitými výběžky s deskovitou odlučností, které tvoří tzv. skalní město v počáteční fázi vzniku. Vhodná stanoviště plazů a teplomilného hmyzu a vzácných rostlin.